# Dalvikskyrkan
Dalvikskyrkan är en kyrkobyggnad i Jönköping i Växjö stift. Det är en samarbetskyrka mellan EFS och Jönköpings församling. Kyrkan ligger strax väster om centrum, och fungerar som stadsdelskyrka för Jönköpings församling. Den ägs av en EFS-förening.

## Kyrkobyggnaden
Kyrkan uppfördes 1968, invigdes 8 februari 1969 och byggdes till 1985. I kyrkorummet finns 195 platser. Kyrkan har storstuga med serveringsmöjligheter och en konfirmationssal. I källaren finns lokaler för hobby- och ungdomsverksamhet. Vid Dalvikskyrkan finns också "Kyrktuppens förskola", som bedrivs av Svenska kyrkan.
På fondväggen bakom altaret finns ett konstverk utformat av Yngve Nilsson i Osby. Konstverket består av en sex meter hög Kristusgestalt med utsträckta armar i en symbolisk rörelse uppåt. Figuren är formad av tegel i olika färger.

## Branden i augusti 2020
Natten till den 1 augusti 2020 brand- och rökskadades kyrkobyggnaden efter att det börjat brinna i köket i byggnadens källare. Branden, som kunde släckas innan den han sprida sig till övriga delar av kyrkan, konstaterades ha startat i ett relä i ett av källarens kylskåp. Återuppbyggnaden tog drygt två år och först den 11 september 2022 kunde kyrkan återöppnas. Förskoleverksamheten kunde dock återupptas direkt efter branden.

## Präster
- Kurt Josefsson 1969-1977
- Anders Olsson 1977-1982
- Agne Josefsson 1982-1996
- Claes Dahlquist 1997-2014
- Karin Grännö Engkvist 2014-2015
- Sven-Evan Svanberg 2015-2018
- Martin Fredh 2018-2024